# Spöktjärnen (Åre socken, Jämtland)
Spöktjärnen är en sjö i Åre kommun i Jämtland och ingår i Indalsälvens huvudavrinningsområde.